# Tunnel de base du Ceneri
Le tunnel de base du Ceneri est un tunnel de base qui relie Vigana et Vezia dans le Tessin, en Suisse. Creusé sous le Ceneri, il se situe dans l'axe de la ligne du Gothard et fait partie des Nouvelles lignes ferroviaires à travers les Alpes (NLFA). Son percement a été achevé en janvier 2016. Le tunnel a été mis en service le 13 décembre 2020. Le 4 septembre 2020, la Confédération a officiellement inauguré le tunnel de base du Ceneri au portail nord de Camorino et en gare de Lugano.
La ligne de base du Ceneri constitue la quatrième ligne à grande vitesse de Suisse. À l'instar de la ligne de base du Gothard, la vitesse maximale est de 250 km/h.

## Histoire

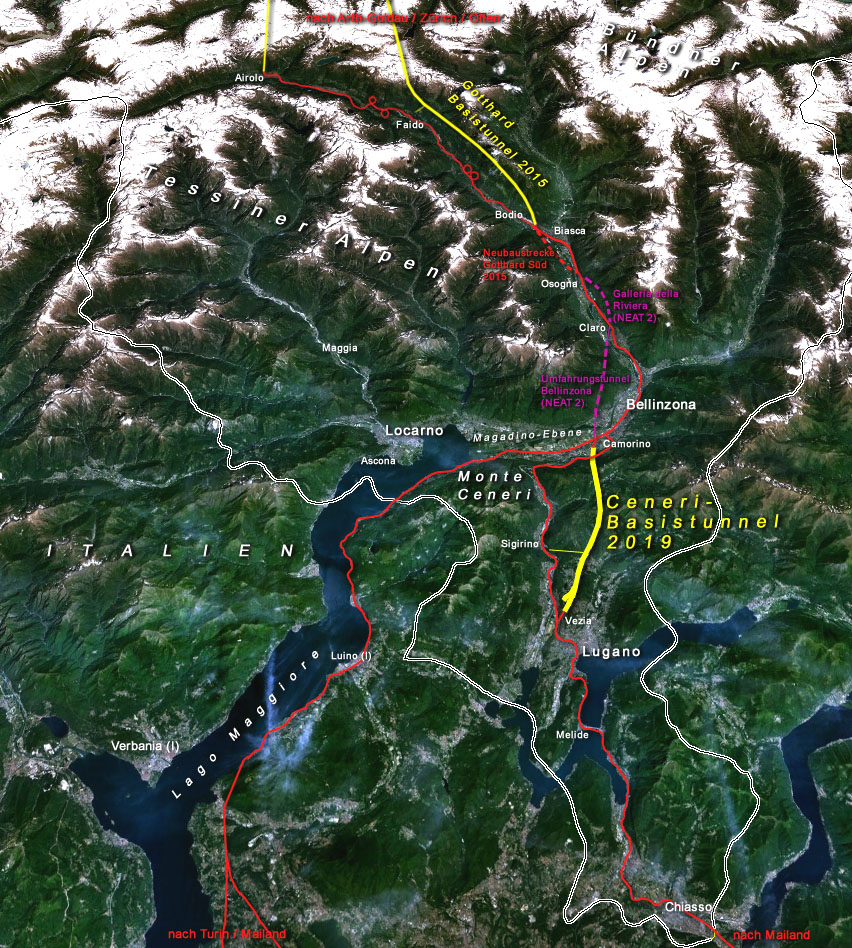
Position du tunnel de base du Ceneri dans l’axe du Saint-Gothard sud.

Le tunnel de base du Ceneri a été pensé comme le maillon sud d’un axe de transit marchandises/voyageurs haute performance entre Zurich et Milan par le massif du Saint-Gothard, dont le tunnel de base homonyme de 57 km de long est la pièce principale. Ce programme est une partie du programme suisse des Nouvelles lignes ferroviaires à travers les Alpes (NLFA).
Le tunnel a été inauguré le 4 septembre 2020, et est entré en service comme prévu le 13 décembre de la même année,.

## Caractéristiques
Le tunnel de base du Ceneri est un tunnel ferroviaire bitubes de 15,4 km de long. La somme des deux tubes (tube Est : 15,452 km, tube Ouest : 15,289 km), des rameaux de communication, de la galerie de reconnaissance et des cavernes représente une longueur de 39,78 km. Sa section totale est de 65 m2 et a nécessité l'excavation de 2 203 500 m3 de roche magmatique. La majorité du tunnel et des galeries (94,2 %) ont été creusés à l'explosif. Sa pente maximale de 8 ‰ permet de remorquer des trains de marchandises de 2 000 tonnes sans locomotive de pousse. Les temps de parcours Lugano - Bellinzone et Lugano - Locarno sont divisés par deux, respectivement de quinze et trente minutes. En outre, la bretelle de raccordement avec la ligne de Giubiasco à Locarno permet une liaison directe Locarno – Lugano sans nécessiter de changement de train à Giubiasco pour les voyageurs.

## Les travaux

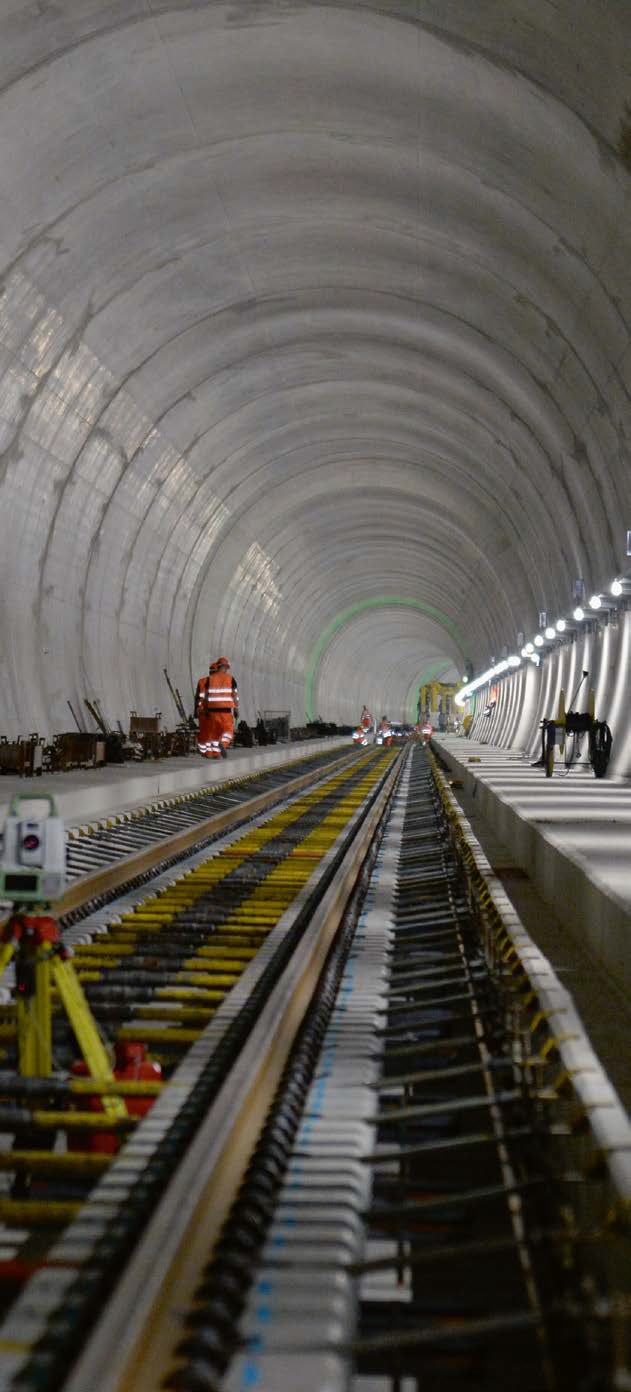
Installation de la chaussée dans le tunnel de base du Ceneri.

### Les points d’attaque
Le tunnel comporte trois points d’attaque :
- le portail nord de Camorino/Vigana ;
- un point intermédiaire à Sigirino (future issue de secours ; forage vers le nord et vers le sud) ;
- le portail sud de Vezia.

### Percement
Une galerie d’exploration a été creusée pour préparer son percement qui a débuté le 6 juin 2006. Le tunnel a été excavé au tunnelier depuis le point intermédiaire de Sigirino. La géologie ne permettant que de faire une faible partie du tunnel avec cette méthode, le reste a été fait à l’explosif. La partie est du tunnel ouest a été complétée le 21 janvier 2016 et la partie est le 26. Il est prévu que le tunnel ouvre à la circulation en décembre 2020.
| Année | Mois ,    | État d’avancement | % du total des 39,78 km |
| ----- | --------- | ----------------- | ----------------------- |
| 2009  | Mai       | 6,1 km            | 15,15 %                 |
| 2009  | Août      | 6,6 km            | 16,4 %                  |
| 2009  | Septembre | 6,6 km            | 16,4 %                  |
| 2009  | Novembre  | 7,45 km           | 18,5 %                  |
| 2009  | Décembre  | 7,57 km           | 18,8 %                  |
| 2010  | Février   | 7,637 km          | 19 %                    |
| 2010  | Avril     | 7,731 km          | 19,4 %                  |
| 2010  | Juin      | 8,101 km          | 20,4 %                  |
| 2010  | Juillet   | 8,344 km          | 21 %                    |
| 2010  | Août      | 8,816 km          | 22,2 %                  |
| 2010  | Septembre | 9,102 km          | 22,9 %                  |
| 2011  | Janvier   | 10,8 km           | 27,2 %                  |
| 2011  | Février   | 11,36 km          | 28,6 %                  |
| 2011  | Mars      | 11,89 km          | 29,9 %                  |
| 2011  | Avril     | 12,345 km         | 31,1 %                  |
| 2011  | Mai       | 12,66 km          | 31,8 %                  |
| 2011  | Juin      | 13,14 km          | 33 %                    |
| 2011  | Juillet   | 13,58 km          | 34,2 %                  |
| 2011  | Août      | 13,96 km          | 35,1 %                  |
| 2011  | Septembre | 14,24 km          | 35,8 %                  |
| 2011  | Octobre   | 14,8 km           | 37,2 %                  |
| 2011  | Novembre  | 15,5 km           | 39,1 %                  |
| 2011  | Décembre  | 16,3 km           | 40,9 %                  |
| 2012  | Janvier   | 16,8 km           | 42,4 %                  |
| 2012  | Février   | 17,39 km          | 43,7 %                  |
| 2012  | Mars      | 17,9 km           | 45,2 %                  |
| 2012  | Avril     | 18,6 km           | 46,9 %                  |
| 2012  | Mai       | 19,2 km           | 48,3 %                  |
| 2012  | Juin      | 20,0 km           | 50,3 %                  |
| 2012  | Juillet   | 20,6 km           | 51,8 %                  |
| 2012  | Août      | 21,1 km           | 53,1 %                  |
| 2012  | Septembre | 21,3 km           | 53,7 %                  |
| 2012  | Octobre   | 21,8 km           | 54,8 %                  |
| 2012  | Novembre  | 22,3 km           | 56 %                    |
| 2012  | Décembre  | 22,8 km           | 57,3 %                  |
| 2013  | Janvier   | 23 km             | 57,9 %                  |
| 2013  | Février   | 23,5 km           | 59 %                    |
| 2013  | Mars      | 24 km             | 60,5 %                  |
| 2013  | Avril     | 24,6 km           | 61,8 %                  |
| 2013  | Mai       | 25,16 km          | 63,2 %                  |
| 2013  | Juin      | 25,67 km          | 64,5 %                  |
| 2013  | Juillet   | 26,12 km          | 65,6 %                  |
| 2013  | Août      | 28,4 km           | 66,5 %                  |
| 2013  | Septembre | 26,8 km           | 67,4 %                  |
| 2013  | Octobre   | 27,3 km           | 68,6 %                  |
| 2013  | Novembre  | 27,85 km          | 70 %                    |
| 2013  | Décembre  | 28,5 km           | 71,7 %                  |
| 2014  | Janvier   | 28,5 km           | 71,7 %                  |
| 2014  | Février   | 29,4 km           | 73,9 %                  |
| 2014  | Mars      | 29,7 km           | 74,8 %                  |
| 2014  | Avril     | 30,24 km          | 76 %                    |
| 2014  | Mai       | 30,62 km          | 76,9 %                  |
| 2014  | Juin      | 31,28 km          | 78,6 %                  |
| 2014  | Juillet   | 31,930 km         | 80,2 %                  |
| 2014  | Août      | 32,590 km         | 81,9 %                  |
| 2014  | Septembre | 32,83 km          | 82,5 %                  |
| 2014  | Octobre   | 33,49 km          | 84,1 %                  |
| 2014  | Novembre  | 33,98 km          | 85,4 %                  |
| 2014  | Décembre  | 34,40 km          | 86,4 %                  |
| 2015  | Janvier   | 34,75 km          | 87,3 %                  |
| 2015  | Février   | 35,35 km          | 88,8 %                  |
| 2015  | Mars      | 35,91 km          | 90,2 %                  |
| 2015  | Avril     | 36,33 km          | 91,3 %                  |
| 2015  | Mai       | 36,81 km          | 92,5 %                  |
| 2015  | Juin      | 37,35 km          | 93,8 %                  |
| 2015  | Juillet   | 37,68 km          | 94,7 %                  |
| 2015  | Août      | 38,09 km          | 95,7 %                  |
| 2015  | Septembre | 38,28 km          | 96,2 %                  |
| 2015  | Octobre   | 38,66 km          | 97,2 %                  |
| 2015  | Novembre  | 38,97 km          | 97,9 %                  |
| 2015  | Décembre  | 39,43 km          | 99,1 %                  |
| 2016  | Janvier   | 39,67 km          | 99,7 %                  |
| 2016  | Février   | 39,8 km           | 100 %                   |

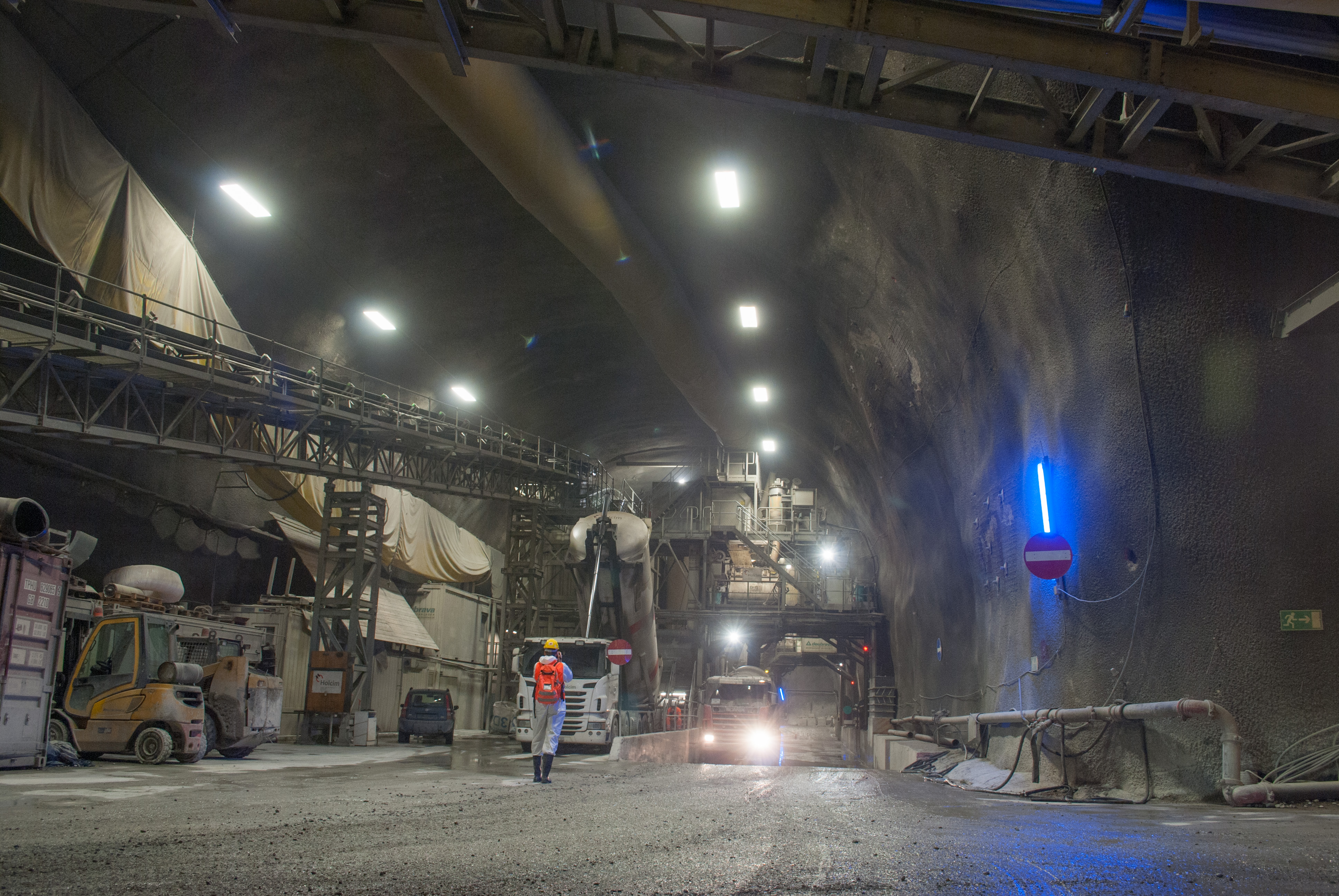
Construction du tunnel de base du Ceneri en novembre 2015.
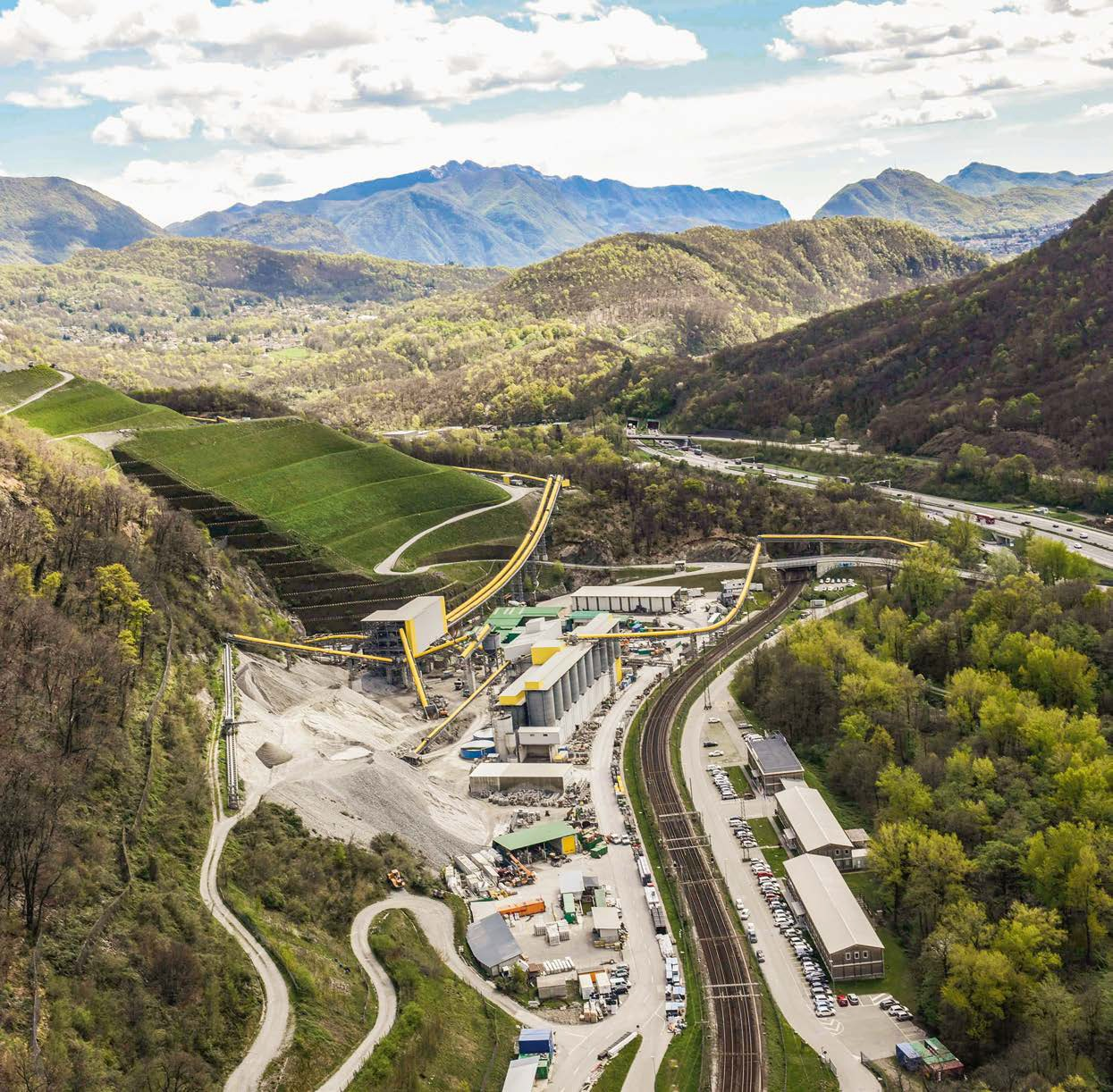
Installation de chantier au point intermédiaire de Sigirino en avril 2017.
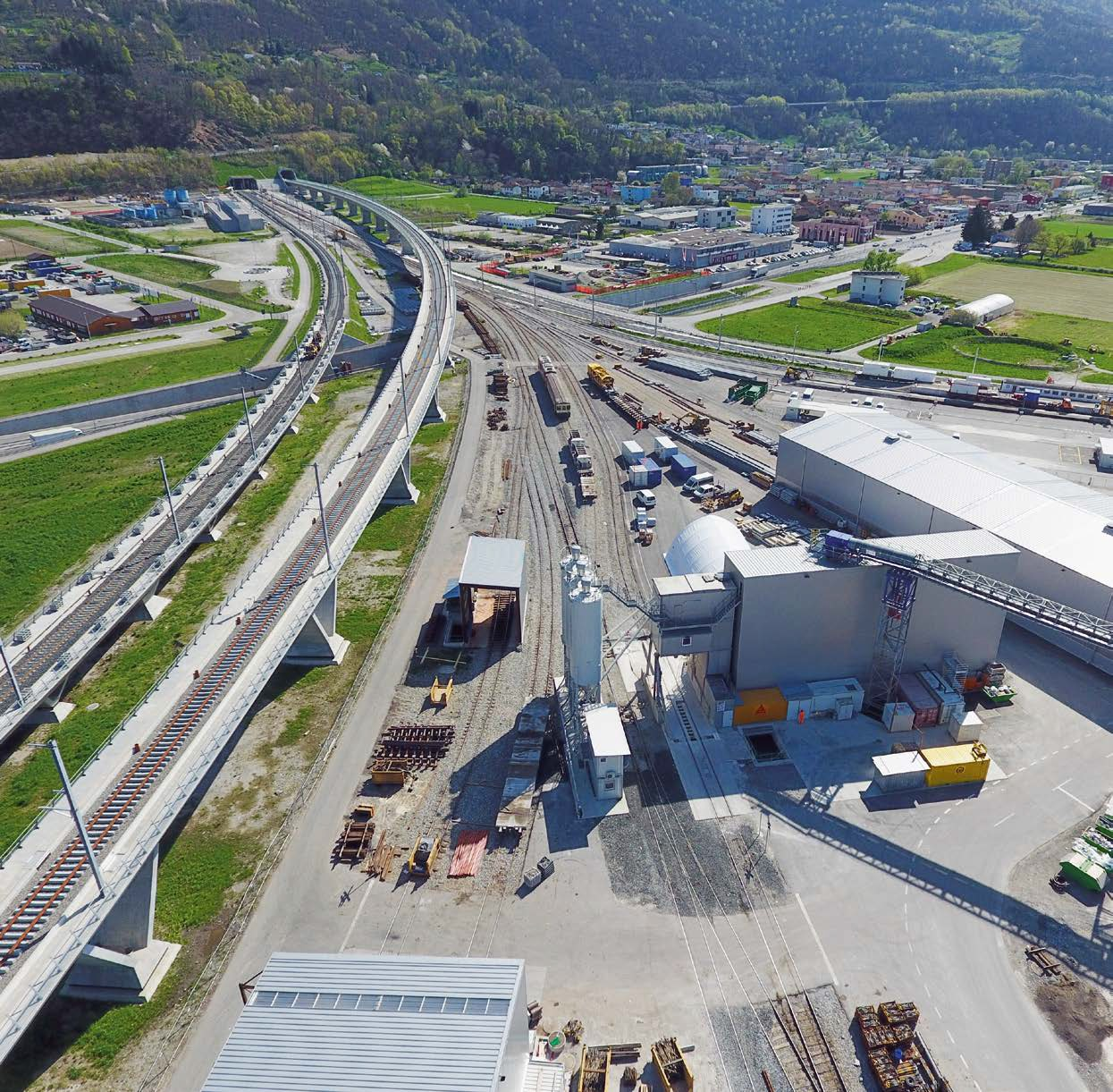
Installation de chantier à Camorino en avril 2019.
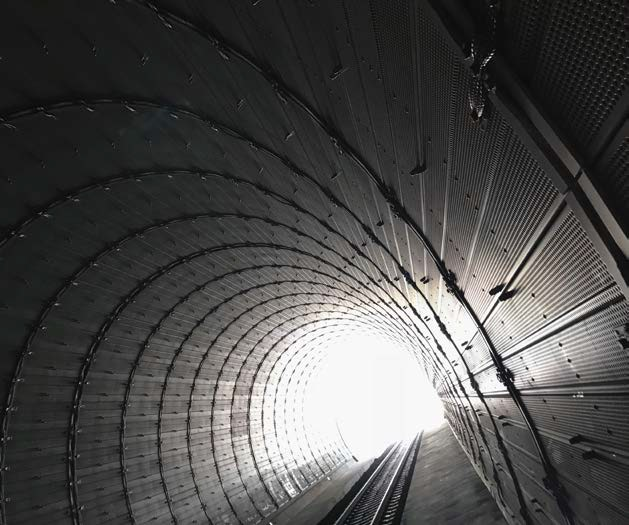
Protection contre le bruit à la sortie du tunnel (avril 2019).